# Christer Holger
Christer Jonas Holger, född 16 januari 1974 i Huddinge församling, är en svensk friidrottare (mångkamp), tävlande för Huddinge AIS.
Vid junior-VM i friidrott i Seoul år 1992 kom Holger på en sjätteplats i tiokamp.
Året därefter, 1993, vann han guld i tiokamp vid Junior-EM U20 i spanska San Sebastian. Resultatet, 7 534 poäng, var nytt svenskt juniorrekord.

## Personliga rekord
| Utomhus - 100 meter – 11,16 (Hässelby, 10 maj 1998) - 100 meter – 11,22 (Seoul, Sydkorea 16 september 1992) - 200 meter – 23,48 (Sollentuna 10 juni 2000) - 400 meter – 49,80 (San Sebastián, Spanien 29 juli 1993) - 400 meter – 49,81 (San Sebastián, Spanien 29 juli 1993) - 1 500 meter – 4:20,36 (San Sebastián, Spanien 30 juli 1993) - 110 meter häck – 14,96 (Huddinge 6 augusti 2000) - 110 meter häck – 15,11 (San Sebastián, Spanien 30 juli 1993) - 110 meter häck – 14,96 (medvind) (Enskede 30 juli 2000) - Höjd – 1,94 (San Sebastián, Spanien 29 juli 1993) - Stav – 4,85 (Stockholm 17 juni 2000) - Stav – 4,81 (Huddinge 6 augusti 2000) - Längd – 7,22 (San Sebastián, Spanien 29 juli 1993) - Kula – 13,79 (Huddinge 5 augusti 2000) - Kula – 12,12 (San Sebastián, Spanien 29 juli 1993) - Diskus – 40,85 (Huddinge 6 augusti 2000) - Diskus – 39,82 (San Sebastián, Spanien 30 juli 1993) - Spjut – 55,26 (Huddinge 6 augusti 2000) - Spjut – 53,98 (San Sebastián, Spanien 30 juli 1993) - Tiokamp – 7 836 (Huddinge 6 augusti 2000) | Inomhus - 60 meter – 7,07 ((Karlstad 6 februari 1999) - 60 meter – 7,10 ((Sätra 9 januari 1999) - 1 000 meter – 2:39,73 ((Karlstad 7 februari 1999) - 60 meter häck – 8,24 (Karlstad 6 februari 1999) - 60 meter häck – 8,24 (Karlstad 7 februari 1999) - Höjd – 1,97 (Karlstad 6 februari 1999) - Stav – 4,68 (Sätra 13 februari 1999) - Stav – 4,68 (Karlstad 7 februari 1999) - Längd – 6,98 (Malmö 31 januari 1998) - Längd – 6,73 (Sätra 31 december 1998) - Kula – 13,42 (Karlstad 6 februari 1999) - Kula – 12,81 (Sätra 31 december 1998) - Sjukamp – 5 728 (Karlstad 7 februari 1999) |